# Bois-de-Haye
Bois-de-Haye – gmina we Francji, w regionie Grand Est, w departamencie Meurthe i Mozela. W 2013 roku liczba ludności wynosiła 2335 mieszkańców. 
Gmina została utworzona 1 stycznia 2019 roku z połączenia dwóch ówczesnych gmin: Sexey-les-Bois oraz Velaine-en-Haye. Siedzibą gminy została miejscowość Velaine-en-Haye. 